# Momoko Okazaki
 (août 2023).
La mise en forme du texte ne suit pas les recommandations de Wikipédia : il faut le « wikifier ».
Les points d'amélioration suivants sont les cas les plus fréquents. Le détail des points à revoir est peut-être précisé sur la page de discussion.
- Les titres sont pré-formatés par le logiciel. Ils ne sont ni en capitales, ni en gras.
- Le texte ne doit pas être écrit en capitales (les noms de famille non plus), ni en gras, ni en italique, ni en « petit »…
- Le gras n'est utilisé que pour surligner le titre de l'article dans l'introduction, une seule fois.
- L'italique est rarement utilisé : mots en langue étrangère, titres d'œuvres, noms de bateaux, etc.
- Les citations ne sont pas en italique mais en corps de texte normal. Elles sont entourées par des guillemets français : « et ».
- Les listes à puces sont à éviter, des paragraphes rédigés étant largement préférés. Les tableaux sont à réserver à la présentation de données structurées (résultats, etc.).
- Les appels de note de bas de page (petits chiffres en exposant, introduits par l'outil «  Source ») sont à placer entre la fin de phrase et le point final[comme ça].
- Les liens internes (vers d'autres articles de Wikipédia) sont à choisir avec parcimonie. Créez des liens vers des articles approfondissant le sujet. Les termes génériques sans rapport avec le sujet sont à éviter, ainsi que les répétitions de liens vers un même terme.
- Les liens externes sont à placer uniquement dans une section « Liens externes », à la fin de l'article. Ces liens sont à choisir avec parcimonie suivant les règles définies. Si un lien sert de source à l'article, son insertion dans le texte est à faire par les notes de bas de page.
- La présentation des références doit suivre les conventions bibliographiques. Il est recommandé d'utiliser les modèles {{Ouvrage}}, {{Chapitre}}, {{Article}}, {{Lien web}} et/ou {{Bibliographie}}. Le mode d'édition visuel peut mettre en forme automatiquement les références.
- Insérer une infobox (cadre d'informations à droite) n'est pas obligatoire pour parachever la mise en page.

Pour une aide détaillée, merci de consulter Aide:Wikification.
Si vous pensez que ces points ont été résolus, vous pouvez retirer ce bandeau et améliorer la mise en forme d'un autre article.
Momoko Okazaki (岡崎百々子, Okazaki Momoko, née le 3 mars 2003), connue sous son nom de scène Momometal, est une idole japonaise, chanteuse et danseuse. 
Elle a signé chez l'agence de talent Amuse Inc. et fait partie du groupe de J-pop Sakura Gakuin de 2015 à 2018. En 2019, elle rejoint la tournée du groupe de kawaii metal Babymetal en tant que danseuse et devient alors une membre officielle responsable des "cris et de la danse" en avril 2023.

## Biographie
Okazaki Momoko est la seconde fille du comédien Hanamaru Hakata.  Elle est née le 3 mars 2003 dans la préfecture de Fukuoka, au Japon, et a déménagé avec sa famille à Kanagawa à l'âge de trois ans.
En 2014, elle signe avec l'agence de talents Amuse, et un an plus tard, elle rejoint et commence sa carrière musicale en tant que membre du groupe d'idols fémiins Sakura Gakuin,. Le 6 mai 2015 à la "Sakura Gakuin 2015 Nendo - Transfer Ceremony". Elle faisait partie des sob-units du Cooking Club "Mini Pati" et du Science Club "Kagaku Kyumei Kiko LOGICA?" . Lors de la cérémonie de transfert en 2017, elle a été nommée présidente de la Persévérance ("ganbare")". Parallèlement à ses activités, elle était également une mannequin régulière pour le magazine  "LOVE berry" et une actrice. Elle a notamment interprété, de décembre 2017 à février 2018, Elizabeth Midford dans la comédie musicale « Black Butler » -Tango on the Campania-. Le 24 mars 2018, elle quitte le groupe Sakura Gakuin avec la performance live "The Road to Graduation 2017 Final - Sakura Gakuin 2017 Graduation", elle met ensuite fin à son contrat avec Amuse à la fin du même mois, et annonce qu'elle étudiera à l'étranger pour apprendre l'anglais. 
En 2019, Okazaki est nommée l'une des trois danseuses de soutien, ou "Avengers", de Babymetal, qui rempliraient à tour de rôle la place de la troisième danseuse des chorégraphies du groupe. Elle fait sa première apparition avec le groupe au festival Super Slippa 2019 à Taiwan, et est également apparue dans les clips " Da Da Dance "  et " Light and Darkness ".  En août 2021, alors que Babymetal annoncent qu'elles une pause de leurs activités ou seraient "scellées",  Okazaki rejoint le survival show coréen Girls Planet 999, dont les gagnantes deviendraient membres du groupe de filles Kep1er. 
Le 1er avril 2023, lors du concert "Black Night" de Babymetal à la Pia Arena MM de Yokohama, Okazaki Momoko est officiellement annoncée comme la nouvelle membre sous le nom de scène "Momometal". 